# فرودگاه سچلت/پرپیس بای واتر
فرودگاه سچلت/پرپیس بای واتر (به انگلیسی: Sechelt/Porpoise Bay Water Aerodrome) یک فرودگاه همگانی است . این فرودگاه در کشور کانادا قرار دارد و در ارتفاع ۰ متری از سطح دریا واقع شده است.